# Tragelaphus imberbis

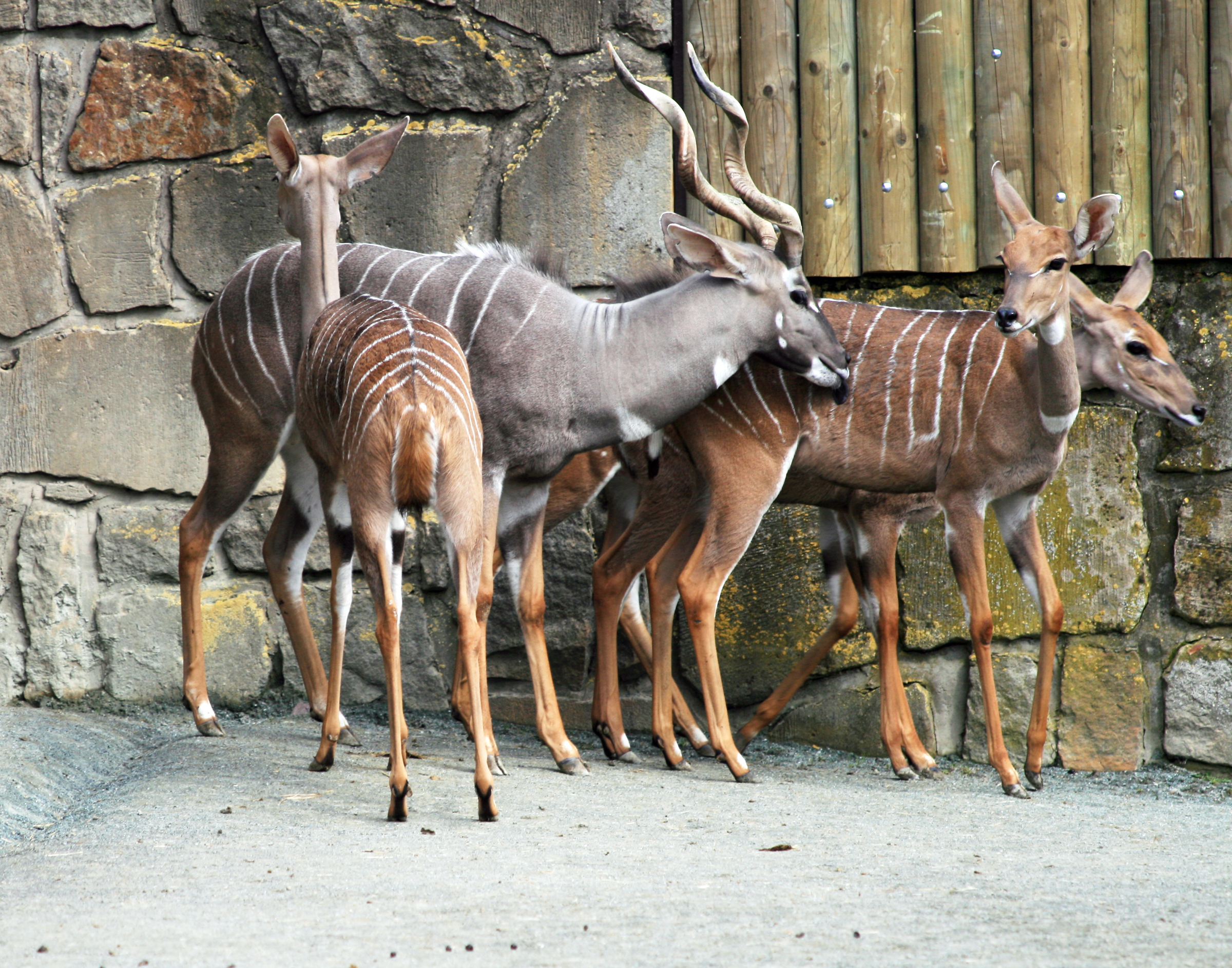

El kudú menor (Tragelaphus imberbis) es una especie de mamífero artiodáctilo de la familia Bovidae nativo de Etiopía, Kenia, Somalia, Sudán del Sur, Tanzania, y Uganda. 
Esta especie de antílope se relaciona estrechamente con el gran kudú (Tragelaphus strepsiceros), los cuales se consideraban previamente de la misma especie.